# William Trail
William Trail   (Logie Pert, 23 de juny de 1746 - Bath, 3 de febrer de 1831) fou un matemàtic escocès del segle xviii, professor de la universitat d'Aberdeen.

## Vida i Obra
Trail era fill de William Trail (1712-1756), rector de St. Monance, Fife; els seus pares van morir tots dos el 1756.
El 1759 va entrar al Marischal College de la universitat d'Aberdeen i el 1763 va continuar els seus estudis a la universitat de Glasgow on va tenir com a professor Robert Simson, amb qui va establr amistat. El 1766 va obtenir el seu Master of Arts.
El 1766 va obtenir per oposició la càtedra de matemàtiques del Marischal College (en competència amb John Playfair i l'economista Robert Hamilton).
El 1770 va publicar Elements of Algebra for the use of Students in Universities que és el seu llibre més conegut i que es va convertir en un llibre de text molt popular.
El 1779 va abandonar la docència en obtenir un càrrec a l'Església d'Irlanda i exercint els seus deures religiosos durant més de cinquanta anys.
Trail és també conegut per haver escrit la biografia de Robert Simson, publicada el 1812; com a biografia és força dolenta però proporciona informació de primera mà sobre Simson i els seus estudis geomètrics.